# 155-ös busz (Budapest)
A budapesti 155-ös jelzésű autóbusz a Széll Kálmán tér és a XII. kerületi Fácános tér között közlekedik. A vonalat a Budapesti Közlekedési Zrt. üzemelteti. A járműveket a Kelenföldi és Óbudai autóbuszgarázs állítja ki.
A Széll Kálmán tér és a Fészek utca megállóhely között azonos útvonalon halad a 156-ossal. A két járat összehangolt menetrend szerint jár.

## Története
A 2008-as paraméterkönyv bevezetése előtt 28-as jelzéssel közlekedett, a Moszkva térről a Városmajor utca – Diós árok – Alsó Svábhegyi út útvonalon érte el a Kútvölgyi utat és a 128-as járattal járt összehangolt menetrend szerint.
2015. február 27-étől március 2-áig a 2-es metró Széll Kálmán téri állomásának lezárása miatt a 155-ös és a 156-os buszok meghosszabbított útvonalon, a Batthyány térig közlekedtek.
2015. május 31-étől augusztus 30-áig a Széll Kálmán tér felújítása miatt a Széna térig közlekedett a 156-os busszal együtt.

## Útvonala
| Fácános tér felé |
| Széll Kálmán tér M vá. – Szilágyi Erzsébet fasor – Kútvölgyi út – Béla király út – Fácános tér vá.                                                                                       |
| Széll Kálmán tér felé |
| Fácános tér vá. – Béla király út – Kútvölgyi út – György Aladár utca – Kiss Áron utca – Tordai utca – Szarvas Gábor út – Kútvölgyi út – Szilágyi Erzsébet fasor – Széll Kálmán tér M vá. |

## Megállóhelyei
Az átszállási kapcsolatok között a Széll Kálmán tér és Dániel út között azonos útvonalon közlekedő 156-os jelzésű betétjárat nincsen feltüntetve.
| 0  | Széll Kálmán tér M végállomás           | 15 | 4, 6, 17, 56, 56A, 59, 59A, 59B, 61 5, 16, 16A, 21, 21A, 22, 22A, 39, 91, 102, 116, 128, 129, 139, 140, 140A, 149, 221, 222 781, 782, 783, 784, 785, 786, 787, 789, 791, 793, 794, 795 | Autóbusz-állomás, Metró-állomás, Volánbusz-állomás, Mamut bevásárlóközpont |
| 1  | Nyúl utca                               | 13 | 56, 56A, 59, 61 5, 91 |                                                                            |
| 2  | Városmajor                              | 12 | 56, 56A, 59, 60, 61 5, 22, 22A, 91, 222 | Fogaskerekű-állomás                                                        |
| 3  | Szent János Kórház                      | 11 | 56, 56A, 59, 60, 61 5, 22, 22A, 91, 128, 129, 222 781, 782, 783, 784, 785, 786, 787, 789, 791, 793, 794, 795                                                                           | Fogaskerekű-állomás, Szent János kórház                                    |
| 5  | Rendelőintézet                          | 10 | | II. kerületi szakorvosi rendelő                                            |
| 6  | Pető Intézet                            | 9  | | Pető intézet                                                               |
| 7  | Virányos út                             | 8  | |                                                                            |
| 8  | Kútvölgyi út, Traumatológia             | 8  | | II. kerületi traumatológia                                                 |
| 9  | Fészek utca                             | 7  | |                                                                            |
| 10 | Zirzen Janka utca                       | ∫  | |                                                                            |
| ∫  | Dániel út                               | 6  | |                                                                            |
| ∫  | Kiss Áron utca                          | 5  | |                                                                            |
| 11 | György Aladár utca                      | 4  | |                                                                            |
| 12 | Galgóczy utca                           | 4  | |                                                                            |
| 13 | Zalai út                                | 3  | |                                                                            |
| 14 | Hunyad köz                              | 2  | |                                                                            |
| 15 | Hunyad lejtő (↓) Cinege út (↑)          | 1  | |                                                                            |
| 16 | Béla király út (↓) Csillagvölgyi út (↑) | 0  | |                                                                            |
| 17 | Fácános tér végállomás                  | 0  | |                                                                            |